# Koers-winstverhouding
De koers-winstverhouding of k/w is een in de accountancy, vastgoedmarkt en beleggingswereld gebruikte term die als maat wordt gezien voor de waardering van een bedrijf. 

## k/w voor aandelen
De koers-winstverhouding wordt berekend door de huidige koers van het aandeel te delen door de winst per aandeel. De k/w-verhouding geeft weer hoeveel keer de winst van een bedrijf op de beurs wordt betaald door beleggers. Het is dan ook alleen bruikbaar bij winstgevende bedrijven.
De winst per aandeel van een bedrijf kan jaarlijks forse fluctuaties laten zien. Dit kan ook het gevolg zijn van incidentele gebeurtenissen als extra eenmalige afschrijvingen op activa, voorzieningen ten laste van het resultaat voor belangrijke reorganisaties, boekwinsten op de verkoop van grote activiteiten en dergelijke. De winst per aandeel wordt voor deze speciale kosten of opbrengsten gecorrigeerd, het genormaliseerde resultaat, om een beter beeld te krijgen van de verdienkracht van het bedrijf.
De koers-winstverhouding wordt gebruikt om de waardering van een bepaald aandeel te vergelijken met de eigen historie of met andere aandelen. De koers-winstverhoudingen van bedrijven kunnen sterk uiteenlopen. Het bedrijf waarvan wordt verwacht dat het een periode van sterke winststijging gaat meemaken, ook wel groeifonds genoemd, zal een hogere verhouding laten zien dan een bedrijf waarvan de winst min of meer gelijk blijft.
| n.v.t. | Een onderneming zonder winst heeft een ongedefinieerde k/w-verhouding.                                                                                      |
| 0-10   | De koerswaarde is ondergewaardeerd of de winst uit onderneming neemt (naar verwachting) af.                                                                 |
| 10-17  | Voor veel ondernemingen wordt deze k/w-verhouding gezien als redelijk.                                                                                      |
| 17-25  | De koerswaarde is overgewaardeerd of de winst is toegenomen sinds de laatste winstcijfers zijn gepubliceerd.                                                |
| 25+    | Een onderneming met een zeer hoge k/w-verhouding heeft een zeer zonnige toekomst of de koerswaarde is beïnvloed door een zeepbeleffect in de aandelenmarkt. |

De gemiddelde koers-winstverhouding van alle bedrijven bij elkaar wordt als tijdreeks gevolgd. De hoogte wordt gezien als een indicator, die aangeeft of de aandelenmarkt al of niet te hoog gewaardeerd is. Vaak wordt daarbij een vergelijking gemaakt met het rendement op obligaties. Dit laatste wordt vergemakkelijkt door de verhouding om te keren, de winst wordt gedeeld door de koers en dit heeft een percentage tot uitkomst. Dit quotiënt is gemakkelijker te vergelijken met het rendement op obligaties.

### Shiller CAPE
De Amerikaanse econoom Robert Shiller heeft de Shiller k/w-verhouding (Shiller PE waarbij PE staat voor price-to-earnings ratio) geïntroduceerd. Hij gebruikt voor de berekening de gemiddelde winst over de afgelopen 10 jaar gecorrigeerd voor inflatie. Vanwege het lage niveau van de inflatie in de laatste twee decennia wordt deze laatste correctie niet altijd meer toegepast. Met een gemiddelde uitkomst over een periode van 10 jaar wordt het effect van de economische cyclus op een bepaald moment ook verminderd. De Shiller PE staat ook bekend als CAPE of cyclically-adjusted price-earnings. De uitkomst wordt ook gebruikt om te beoordelen of aandelenmarkten, in het algemeen, hoog of laag zijn gewaardeerd.

## k/w voor woningen
De "price-to-earnings ratio" (P/E ratio) of koers-winstverhouding voor woningen is een gangbaar kengetal om de relatieve waarde van het bezit vast te stellen. Om de koers-winstverhouding voor een gehuurd huis vast te stellen; deel de marktprijs van het huis door de potentiële verdiensten of netto-inkomsten (het huurbedrag naar marktwaarde minus kosten inclusief onderhoud en belastingen). De formule hiervoor is:
{\displaystyle {\mbox{Woning P/E ratio}}={\frac {\mbox{Woning waarde}}{{\mbox{Huur}}-{\mbox{Kosten}}}}}
De koers-winstverhouding voor woningen levert de mogelijkheid op voor vergelijking met andere P/E-ratio's die betrekking hebben op geïnvesteerd geld in een woning.